# Ариодант (опера)
«Ариодант» (итал. Ariodante) — опера немецкого композитора Георга Фридриха Генделя в 3-х актах, написанная на итальянском языке по либретто «Гиневра, принцесса Шотландская» (1708) Антонио Сальви, итальянского автора, придворного врача великого герцога Тосканского. В основу либретто и самой оперы была положена героическая поэма XVI века Лудовико Ариосто «Неистовый Роланд», где изображена история любви рыцаря Ариоданта к шотландской принцессе Гиневре. Создана для постановки в Ковент-Гардене. Длительность действия оперы — 3,5 часа. Каждый акт содержал танцевальные сцены, специально срежиссированные для известной в первой половине XVIII века балерины Марии Салле и её труппы.

## Оркестр
Опера исполняется в сопровождении оркестра, состоящего из 4 флейт, 2 гобоев, 1 фагота, 2 валторн, 2 труб, а также ударных и смычковых струнных инструментов (виолончель, цимбалы и др.).

## Сюжетная линия
Время и место действия в опере — последняя четверть VIII века в Шотландии, в окрестностях Эдинбурга.

### Акт первый
- Картина первая

Шотландская принцесса Гиневра в своих покоях одевается в роскошные одежды и надевает драгоценности, спеша на свидание со своим возлюбленным, князем Ариодантом. За ней тайно наблюдает албанский герцог Полинессо, которому внезапно приходит в голову мысль — как бы ему разлучить влюбленных? Хорошо бы ему, герцогу, самому жениться на Гиневре, чтобы заполучить после смерти старого короля шотландскую корону! Свой коварный замысел Полинессо собирается осуществить при помощи подруги и наперсницы принцессы, Далинды.
- Картина вторая

Принцесса Гиневра и её молодой избранник Ариодант предстают перед королём Шотландии и признаются ему в том, что уже давно любят друг друга. Король находит, что выбор его дочери достоин полного одобрения. Во дворце начинаются приготовления к весёлому и радостному торжеству — свадьбе принцессы.
- Картина третья

Действие происходит в саду при королевском замке. Полинессо уговаривает Далинду переодеться в платье Гиневры и прийти к нему в комнату перед самой свадьбой принцессы. В Шотландии существовал старинный обычай, согласно которому невеста, встречавшаяся перед свадьбой наедине — даже случайно — с посторонним мужчиной, считалась навеки опозоренной. Снять же с неё такое проклятие мог лишь отважный рыцарь, вызвавшийся биться на поединке с её обвинителем. Полинессо же уверяет Далинду что, надев платье Гиневры и придя к нему ночью, она сможет освободить его от неразделённой любви к принцессе. Заманив же таким образом к себе эту девушку, албанец рассчитывает опозорить принцессу и сорвать её свадьбу. Далинда соглашается, исходя более из своих соображений — так она надеется избавиться от приставаний влюблённого в неё Лурканио, брата Ариоданта. К тому же она тайно влюблена в негодяя Полинессо.
- Картина четвёртая

Площади Эдинбурга наполняют ликующие толпы горожан. Все радуются предстоящей свадьбе королевской дочери и её избранника. Гиневра и Ариодант вместе со всеми танцуют и поют весёлые песни.

### Акт второй
- Картина первая

Далинда в одежде принцессы ночью пробирается в покои Полинессо. Ариодант случайно увидел это. Поражённый таким предательством своей любимой девушки и зная о тайной страсти герцога к ней, несчастный в отчаянии и готов покончить с собой. Его удерживает от самоубийства Лурканио. Тем не менее Ариодант, ни с кем не простившись, бежит из королевского замка.
- Картина вторая

С таинственным исчезновением Ариоданта по замку ползут противоречивые слухи о его судьбе. Вскоре советник Одоардо сообщает королю, что он извещён о том, что молодой принц бросился в море и утонул.
- Картина третья

Весть о гибели Ариоданта быстро распространяется по Эдинбургу. О смерти её возлюбленного сообщают и Гиневре, и её брату. Лурканио в гневе обвиняет принцессу в неверности, погубившей Ариоданта — есть свидетели того, что она ночь перед свадьбой провела с неким герцогом. Рассвирепевший король признаёт собственную дочь преступницей.

### Акт третий
- Картина первая

Ариодант не погиб. Он живёт отшельником в лесу, вдали от мира и людей. Внезапно он становится свидетелем страшной сцены: он видит, как Полинессо пытается убить свою сообщницу, бывшую подружку принцессы Далинду. Далинда знала слишком много об интригах герцога, и он решает от неё избавиться. Ариодант спасает несчастную, и та, плача, рассказывает принцу обо всём, как оно было на самом деле. Вместе с Далиндой, Ариодант поспешает в королевский замок, чтобы спасти свою невесту от клеветнического обвинения.
- Картина вторая

Взятая под стражу принцесса не теряет надежду на то, что всё-таки найдётся хоть один рыцарь, готовый заступиться за её честь. И действительно, вперёд выступает Полинессо и заявляет, что он готов биться с её обвинителем в честном бою. Однако девушка, угадав замысел албанского герцога, с негодованием отвергает его помощь. Теперь она уверена — лишь Господь Бог способен защитить её.
- Картина третья

Тем не менее поединок между Лурканио и Полинессо на городской площади состоялся. Лурканио смертельно ранит своего противника, и теперь уже за Гиневру некому заступаться. Видя это, сам престарелый король готов выступить в бою против обвинения. Однако в этот момент на площади появляется Ариодант и объявляет всем, какую коварную интригу сплёл Полинессо. Гиневра полностью оправдана, а Лурканио вновь надеется добиться расположения у капризной и ветреной Далинды.
- Картина четвёртая

Потрясённая выпавшими на её долю испытаниями, Гиневра всё никак не может поверить, что Ариодант действительно жив и здоров, и что несчастья, выпавшие на их долю, уже позади.
- Картина пятая

Всё хорошо потому, что хорошо кончается. Горожане Эдинбурга и придворные из королевского замка радостно празднуют на улицах и площадях. Везде слышны весёлая музыка и громкие песни.

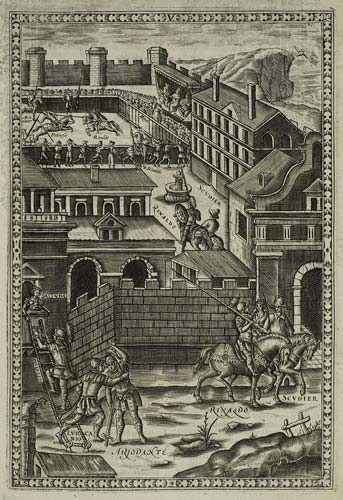
Далинда выдаёт себя за Гиневру, Лондон, изд. Харрингтон, 1634 года

## Действующие лица
- Король Шотландии (бас)
- Гиневра, его дочь (сопрано)
- Ариодант, знатный шотландец (меццо-сопрано или сопрано), партия создана для известного кастрата Джованни Карестини[англ.]
- Лурканио, его брат (тенор)
- Далинда, подруга Гиневры (сопрано)
- Полинессо, албанский герцог (альт)
- Одоардо, советник короля (баритон или бас)

Придворные, горожане, крестьяне (хор и балет).

## Структура оперы
- Увертюра

### Акт первый
- Arioso (Гиневра) — Vezzi, lusinghe e brio
- Aria (Гиневра) — Orrida a l’occhi miei
- Aria (Далинда) — Apri le luci, e mira gli ascosi
- Aria (Полинессо) — Coperta la frode di lana servile
- Arioso (Ариодант) — Qui d’amor nel suo linguaggio
- Duetto (Гиневра, Ариодант) — Prendi da questa mano il pegno
- Aria (Гиневра) — Volate, amori, di due bei cori
- Aria (Король) — Voli colla sua tromba la fama
- Aria (Ариодант) — Con l’ali di costanza
- Aria (Полинессо) — Spero per voi, sì, begli occhi
- Aria (Лурканио) — Del mio sol vezzosi rai
- Aria (Далинда) — Il primo ardor è così caro
- Sinfonia
- Duetto (Гиневра, Ариодант) — Se rinasce nel mio cor
- Coro — Sì, godete al vostro amor
- Ballo

### Акт второй
- Sinfonia
- Aria (Ариодант) — Tu preparati a morire
- Aria (Лурканио) — Tu vivi, e punito rimanga l’eccesso
- Aria (Ариодант) — Scherza infida, in grembo al drudo
- Arioso (Далинда) — Se tanto piace al cor il volto tuo
- Aria (Полинессо) — Se l’inganno sortisce felice
- Aria (Король) — Invida sorte avara
- Aria (Король) — Più contento e più felice
- Aria (Гиневра) — Mi palpita il core
- Aria (Лурканио) — Il tuo sangue, ed il tuo zelo
- Recitativo e Aria (Гиневра) — A me impudica? — Il mio crudel martoro
- Ballo

### Акт третий
- Arioso (Ариодант) — Numi! lasciarmi vivere
- Aria (Ариодант) — Cieca notte, infidi sguardi
- Aria (Далинда) — Neghittosi or voi che fate?
- Aria (Полинессо) — Dover, giustizia, amor
- Aria (Гиневра) — Io ti bacio, o mano augusta
- Aria (Король) — Al sen ti stringo e parto
- Aria (Гиневра) — Sì, morrò, ma l’onor mio
- Sinfonia
- Aria (Ариодант) — Dopo notte, atra e funesta
- Duetto (Далинда, Лурканио) — Spera, spera, io già mi pento / Dite spera, e son contento
- Arioso (Гиневра) — Manca, oh Dei!, la mia costanza
- Sinfonia
- Duetto (Гиневра, Ариодант) — Bramo haver mille cori
- Coro — Ognuno acclami bella virtute
- Ballo
- Coro — Sa trionfar ognor virtute in ogni cor